# Лейк-Скрантон
Лейк-Скрантон (англ. Lake Scranton) ― водохранилище в округе Лакавонна, штат Пенсильвания, США. Площадь поверхности составляет около 6,5 га.

## Описание
Лейк-Скрантон соседствует с районом Ист-Маунтин города Скрантон. Водохранилище построено на малой реке Стаффорд-Мидоу-Брук ― притоке реки Лакавонны.
Водохранилище принадлежит Пенсильванской американской водной компании (Pennsylvania American Water Company), которая снабжает жителей Скрантона и его окрестностей питьевой водой.
Водоём окружён лесом. Вокруг него проложена беговая дорожка длиной 5,6 км. На берегу водохранилища находится платформа, с которой удобно обозревать окрестности.

### История
Водохранилище образовано в 1898 году после возведения плотины по заказу Уильяма Уокера Скрантона ― известного предпринимателя и владельца крупных угольных предприятий — для нужд его компании Scranton Gas and Water Company. Сам предприниматель потратил на строительные работы «тысячи и тысячи долларов». В те годы водоём официально именовался Водохранилище сгоревшего моста (Burned Bridge Reservoir), хотя местные жители называли его просто «озеро Скрантон» (Lake Scranton). Доступ к водохранилищу был открыт для всех желающих, и поныне оно является популярным местом отдыха среди местных жителей.